# 2378 Pannekoek
2378 Pannekoek è un asteroide della fascia principale del diametro medio di circa 32,26 km. Scoperto nel 1935, presenta un'orbita caratterizzata da un semiasse maggiore pari a 2,8882135 UA e da un'eccentricità di 0,1438857, inclinata di 14,25560° rispetto all'eclittica.
Il suo nome è legato all'astronomo e socialista olandese Anton Pannekoek.